# Roding Automobile

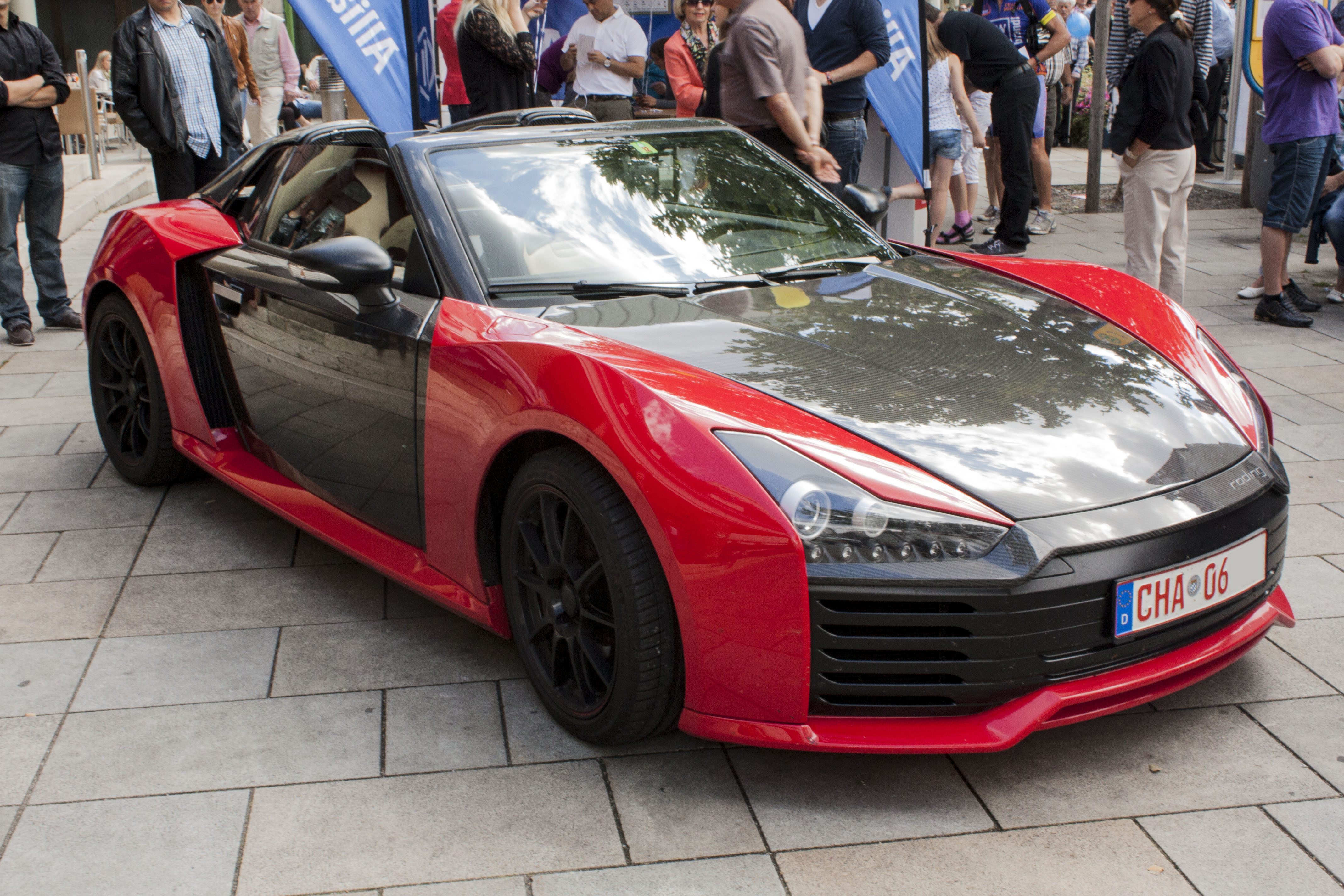
Roding Roadster

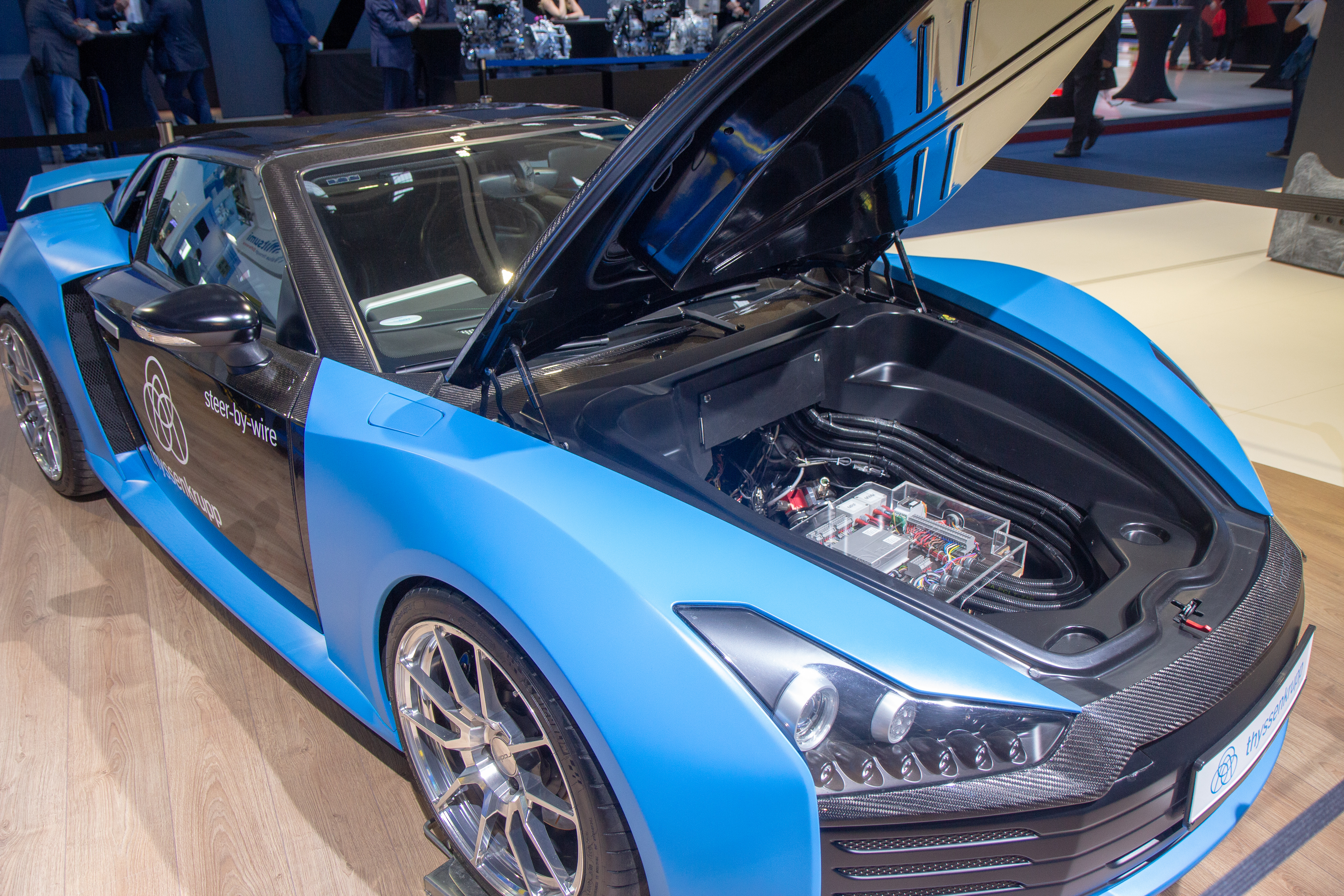
Roding Roadster Electric

Roding Automobile GmbH – niemiecki producent samochodów sportowych z siedzibą w Roding działający od 2008 roku.

## Historia
Przedsiębiorstwo Roding Automobile założone zostało w południowo-wschodniej Bawarii, swoją nazwę czerpiąc od miasta siedziby – niemieckiego Roding. Inaugurując swoją działalność w 2008 roku, za cel obrano rozwój niszowych, ściśle limitowanych ręcznie składanych samochodów sportowych. We wrześniu 2009 roku podczas targów samochodowych IAA we Frankfurcie nad Menem przedsiębiorstwo przedstawiło pierwszy przedprodukcyjny prototyp zwiastujący rozwijany projekt autorskiego pojazdu w postaci niewielkiego roadstera.
Produkcyjny samochód pod nazwą Roading Roadster przedstawiony został w marcu 2012 roku podczas wystawy samochodowej Geneva Motor Show, powstając jako limitowany model, który dla nabywców prywatnych trafi w serii ograniczonej do 23 egzemplarzy. W tym samym roku przedstawiony został w pełni elektryczny wariant, Roding Roadster Electric.
Oprócz własnej konstrukcji samochodów, na przełomie drugiej i trzeciej dekady XXI wieku Roding skoncentrował się na budowaniu i produkcji zewnętrznie zleconych prototypów. W 2017 roku przedsiębiorstwo zbudowało przedprodukcyjny egzemplarz solarno-elektrycznego hatchbacka Sono Sion, a w tym samym roku także prototyp elektrycznej taksówki dla innego rodzimego startupu Adaptive City Mobility. W 2021 roku firma nawiązała współprace z pomysłodawcami elektrycznego prototypu E-Legend nawiązującego do klasycznego Audi Quattro.

## Modele samochodów

### Historyczne
- Roadster (2012–2017)
- Roadster Electric (2012–2017)

### Zlecone projekty
- Sono Sion (2017)
- ACM City eTaxi (2017)
- E-Legend Concept (2021)